# Potentilla balansae
Potentilla balansae är en rosväxtart som beskrevs av Pesmen. Potentilla balansae ingår i Fingerörtssläktet som ingår i familjen rosväxter. Inga underarter finns listade i Catalogue of Life.